# Алтинасар

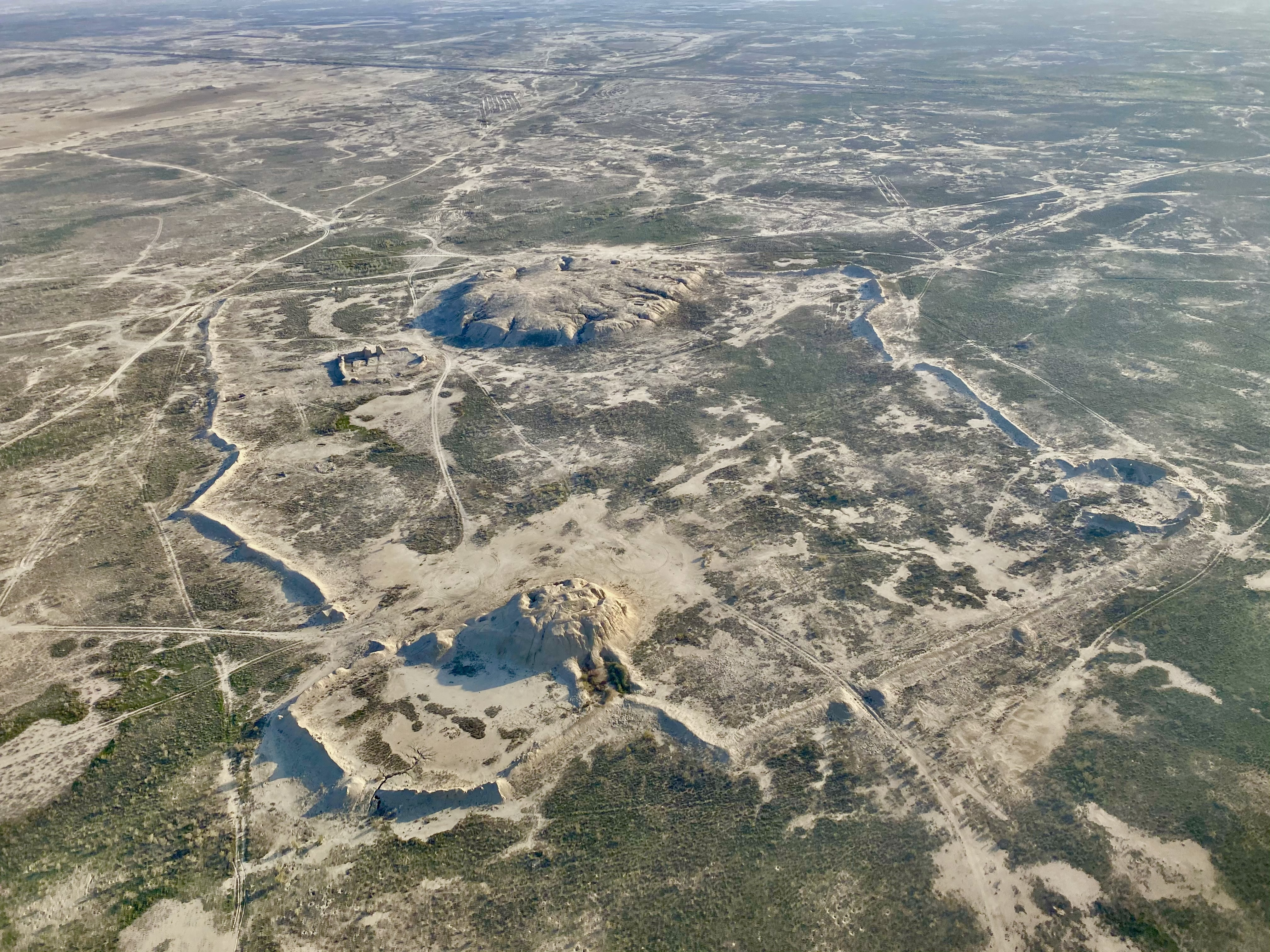
Городище Алтинасар

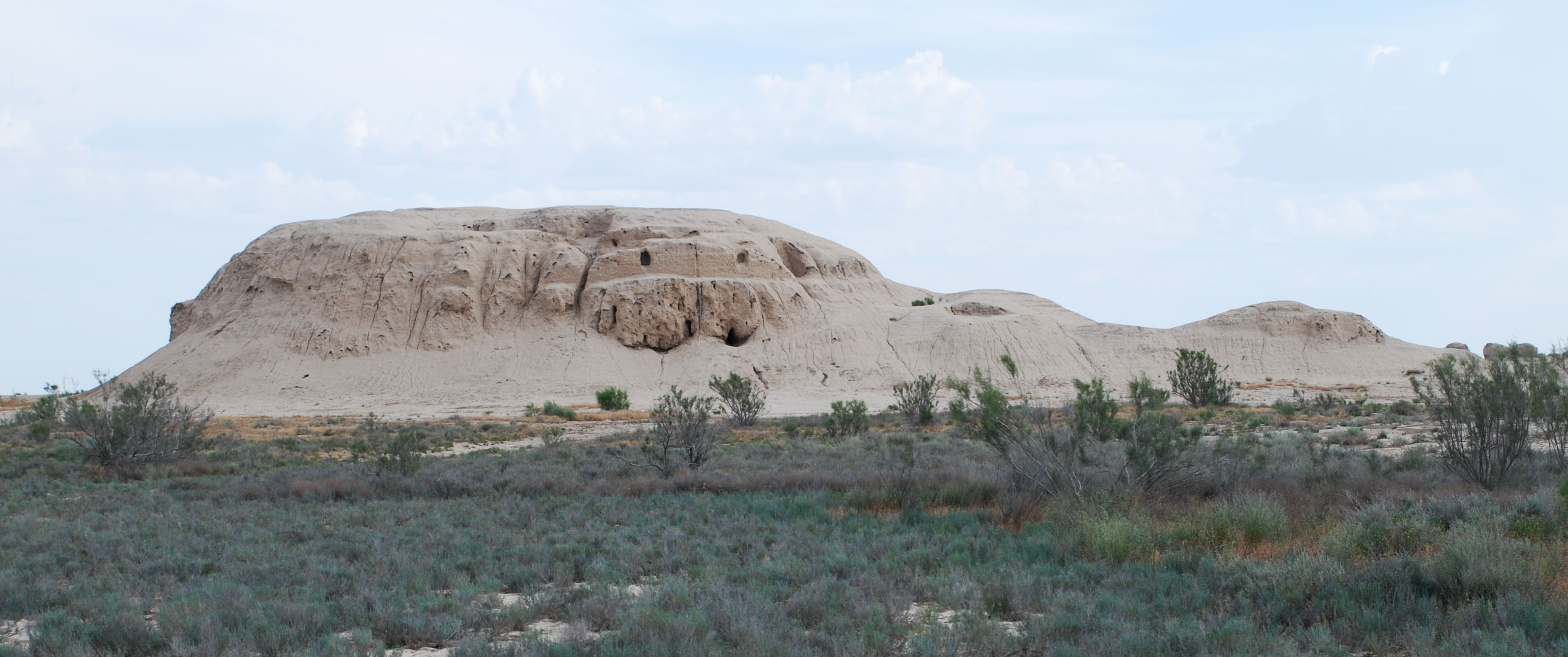
Алтинасар.

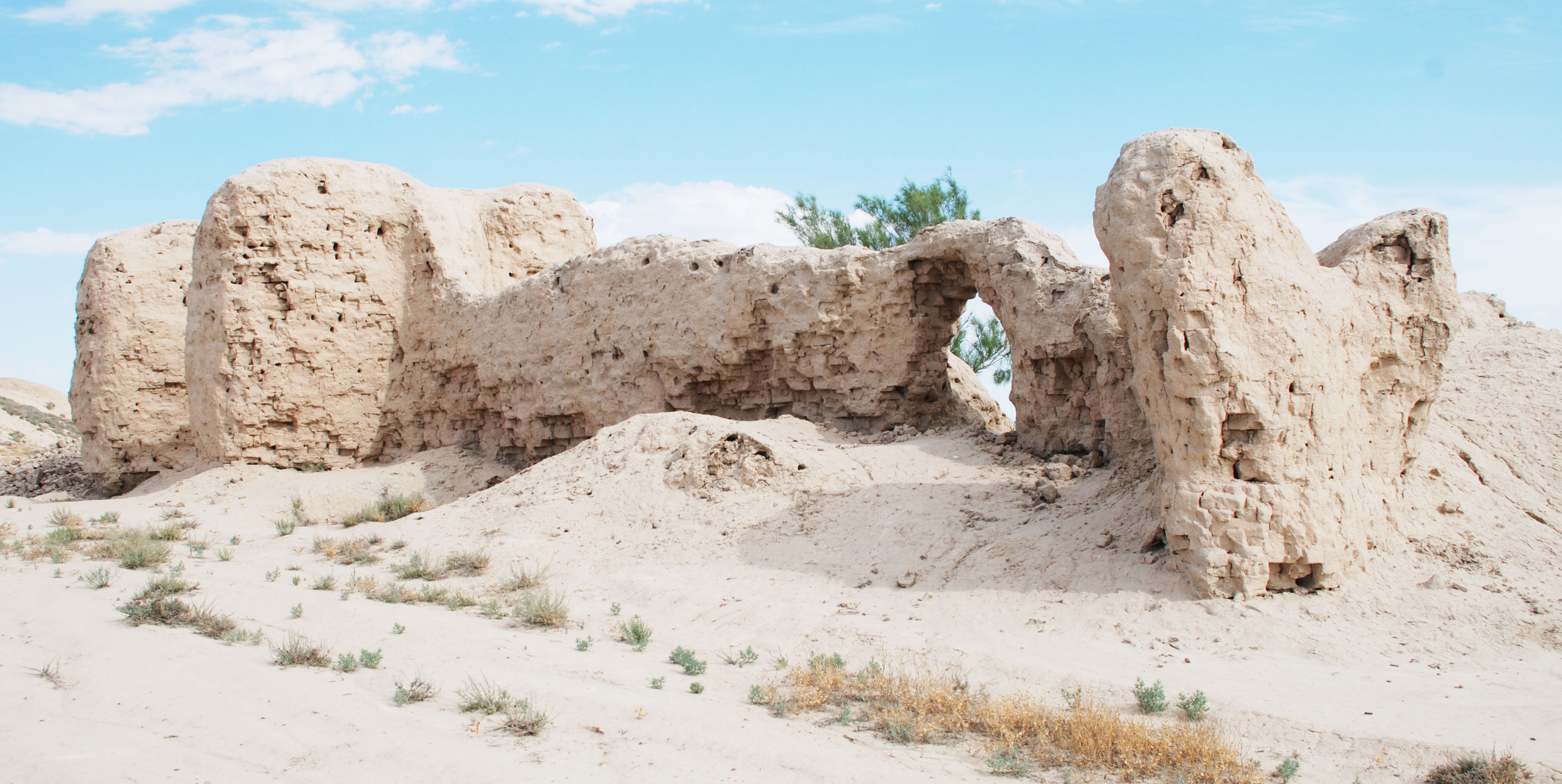
Залишки арки.

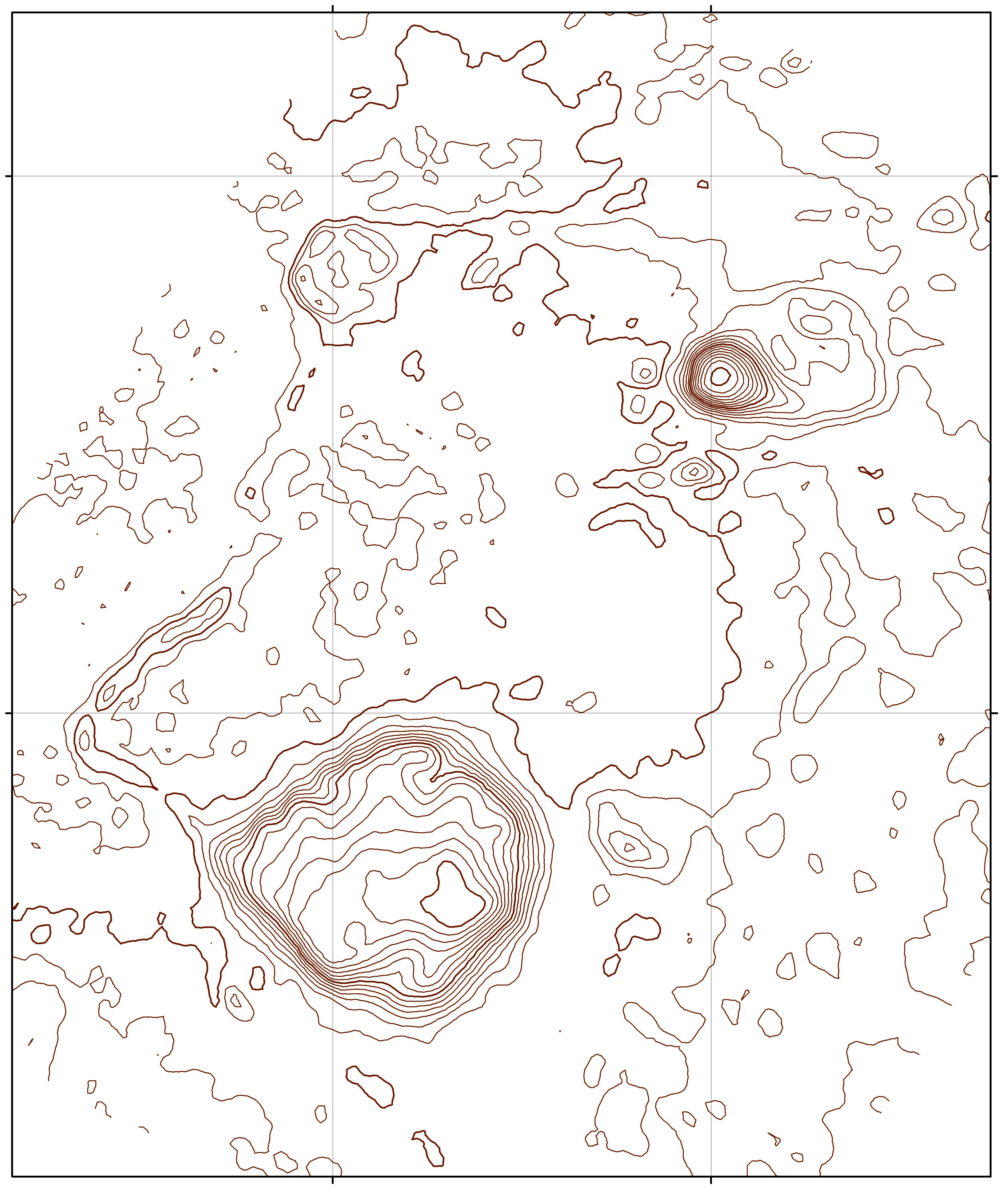
Алтинасар (топографія городища).

Алтинасар (каз. Алтынасар, також Алтин-асар, Джети-асар № 3, Джетіасарська культура) — найбільший пам'ятник Джетіасарської культури. Це масивна фортеця з високою рівнем фортифікації, яка має багато різноманітних залишків старовинних житлових будівель всередині. Вона була заснована між V століттям до нашої ери та VIII століттям нашої ери.

## Опис
Комплекс Алтин-Асар складається з чотирьох фортець, що були побудовані в різні періоди часу і розташовані всередині однієї фортечної стіни. Найстарішою з них є «Малий дім», який складається з двох майданчиків — високого круглого центрального та нижчого подовального. Цей комплекс з'явився між VII та VI століттями до н. е. і знаходиться в північно-східному кутку Алтин-Асар. У пізніші періоди було побудовано двоярусне городище «Великий дім», який також був фортечною спорудою. Приблизно в середині першого тисячоліття н. е. були зведені фортечні стіни з багатьма вежами та оборонним коридором, що охоплювали територію площею 17 га і включали обидва ранні городища та круглу фортечну споруду на північно-західному кутку комплексу. Останнім додатком до Алтин-Асар є підквадратна (або п'ятикутна) фортечна споруда, яка була побудована на культурних шарах другого майданчика «Великого будинку».
В околицях Алтин-асар налічується понад півсотні некрополів, які зазвичай включали різночасні кургани.